# 미나미노 다쿠미
미나미노 다쿠미(일본어: 南野 拓実 미나미노 타쿠미[*], 1995년 1월 16일~ )는 일본의 축구 선수로, 프랑스 리그 1의 모나코와 일본 축구 국가대표팀에서 공격형 미드필더 또는 윙어로 뛰고 있다. 현재 아시아 최고의 축구선수 중 한명으로 거론되는 미나미노는 2013년에 세레소 오사카로 프로 데뷔했고, 이후 유럽 리그에 진출해 2022년 프리미어 리그 2019-20 시즌과 2021-22 시즌에서 리버풀 FC에 우승을 이끌었다.

## 클럽 경력

### 세레소 오사카
미나미노는 2013년 고향의 연고 구단인 세레소 오사카에서 프로 선수로 데뷔했다. 데뷔하자마자 J리그 2013 시즌 신인상을 받았다. 그는 세레소 오사카에서 총 62번의 J1리그 경기를 출장했고, 우루과이의 레전드 선수인 디에고 포를란과 함께 뛰었지만, 세레소 오사카는 그의 마지막 시즌인 2014 시즌에 강등당하였다.

### 레드불 잘츠부르크
2015년 1월 7일 FC 레드불 잘츠부르크와 3+1년 계약을 체결하면서 미나미노는 유럽 리그에 진출했다..
2019년 9월 27일 UEFA 챔피언스리그 데뷔 전인 KRC 헹크와의 경기에서 2도움을 기록했고, 10월 3일 전 대회 우승 팀인 리버풀 FC과의 경기에서 1골 1도움을 기록하며 활약했다.

### 리버풀 FC

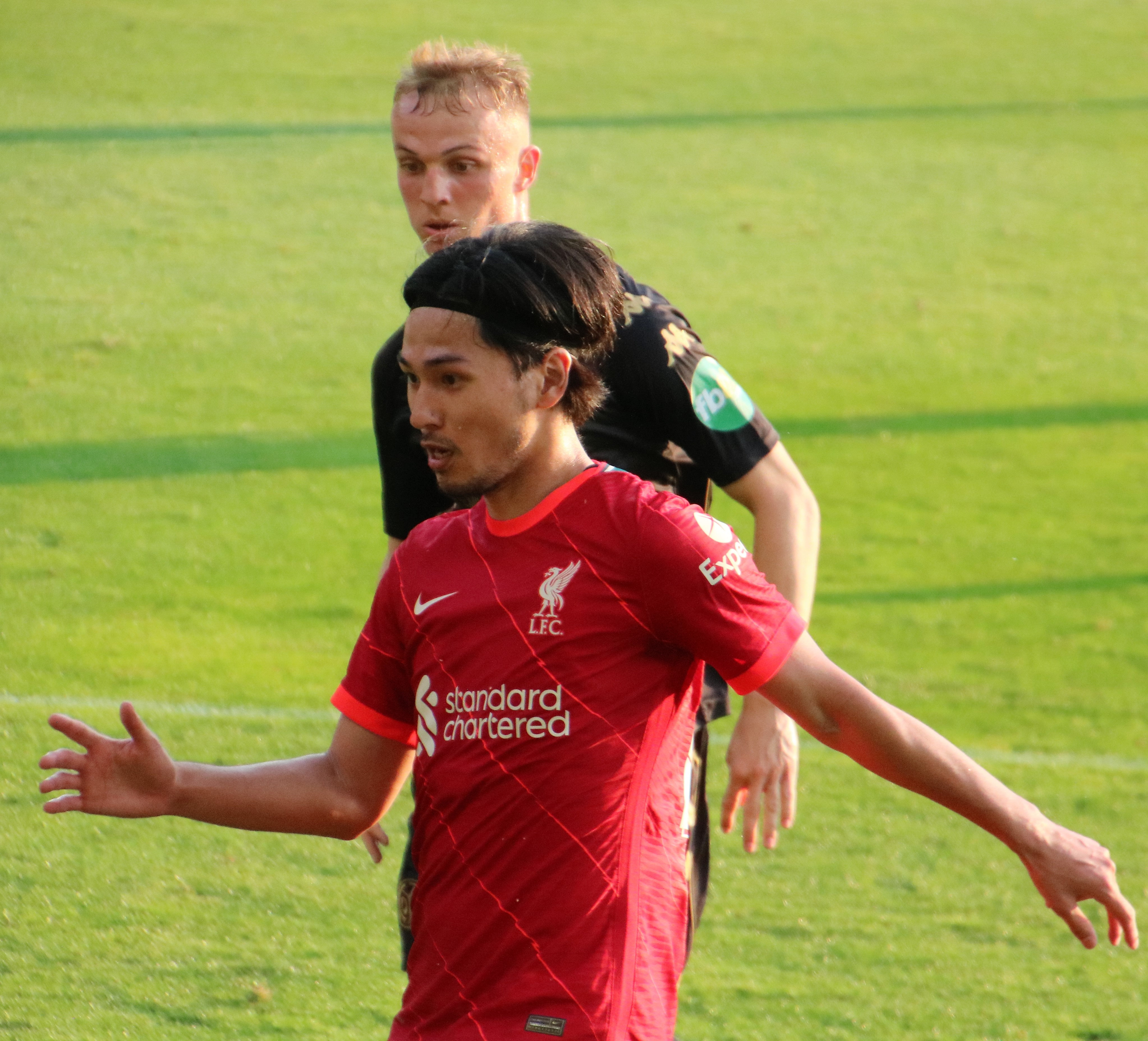
2021년 리버풀 FC에서 훈련하는 미나미노

2019년 12월 19일, 프리미어리그의 리버풀 FC에 2020년 1월 1일에 이적하기로 합의했다. 이적료는 바이아웃인 £7.25m 계약 기간은 4년 반 등번호는 18번이다. 팀은 리그 1위를 차지해 2019-20 시즌 프리미어리그를 우승하게 되었다.
이후 2021-22 시즌에도 또 다시 우승에 성공했다.

### AS 모나코
2022년, 리그 1의 AS 모나코로 이적했다.

## 국가대표팀 경력
그는 2011년 FIFA U-17 월드컵에 참가할 일본 U-17 국가대표팀에 발탁되었으며, 4경기에 출전, 1득점을 넣었다.
그는 2015년 10월 13일 이란과의 경기에서 일본 국가대표팀에 데뷔했다.
그는 2016년 AFC U-23 축구 선수권 대회에 참가할 일본 U-23 국가대표팀에 발탁되었으며, 우승에 기여했다. 2016년 하계 올림픽에도 출전, 3경기에 출전, 1득점을 넣었다.
2019년 AFC 아시안컵에 출전해 팀에 준우승을 이끌었다.
2022년 FIFA 월드컵에도 출전하면서 강호인 독일과 스페인을 꺾는 등 팀에 16강 진출을 이끌었다.

## 통계
| 일본 | 일본 | 일본 |
| 연도 | 출전 | 득점 |
| ---- | ---- | ---- |
| 2015 | 2    | 0    |
| 2016 | 0    | 0    |
| 2017 | 0    | 0    |
| 2018 | 5    | 4    |
| 2019 | 15   | 7    |
| 2020 | 4    | 1    |
| 2021 | 9    | 4    |
| 2022 | 12   | 1    |
| 2023 | 4    | 0    |
| 2024 | 14   | 7    |
| 통산 | 65   | 24   |

## 수상 내역
잘츠부르크
- 오스트리아 분데스리가 : 우승 (2015-16 , 2016-17 , 2017-18, 2019-20)
- 오스트리아 컵 : 우승 (2015-16 , 2016-17, 2019-20)

리버풀 FC
- 프리미어리그 : 우승 (2019-20)
- FA컵 : 우승 (2021-22)
- EFL컵 : 우승 (2021-22)